# Конституційний контроль
Конституційний контроль  — будь-яка форма перевірки на відповідність конституції актів та дій органів публічної влади, а так само громадських об'єднань, що здійснюють публічні функції або створені (формально і/або фактично) для участі у здійсненні публічної влади.
Під контролем взагалі розуміють таку систему відносин між органами публічної влади, за якої контролюючий орган може змінювати акти підконтрольного органу.
У випадку, якщо конституційний контроль здійснюється судовим органом, він — за своєю формою — є конституційним судочинством.

## Історія конституційного контролю
Вважається, що сама ідея конституційного контролю з'явилася на початку XVII століття у Великій Британії і була пов'язана з діяльністю Таємної ради, який визнавав закони законодавчих зборів колоній недійсними, якщо вони суперечили законам англійського парламенту, виданими для цих колоній або загальному праву.
Проте конституційний контроль у сучасному розумінні, викладеному вище, вперше з'явився в США: у справі У. Мербері проти Дж. Медісон в 1803 році. Верховний суд під командуванням Дж. Маршала оголосив, що федеральна Конституція — вищий Закон країни і будь-який Закон Конгресу, що суперечить Конституції, може бути визнаний судом неконституційним.
Цей прийом пізніше був запозичений латиноамериканськими державами (Бразилією в 1891 р., Уругваєм в 1917 р. і ін.). До першої світової війни ним пішли деякі європейські країни: Норвегія, Греція, частково Швейцарія.
Після першої світової війни в Європі була вироблена власна модель конституційного контролю, яка в даний час стала поширюватися і на інших континентах. В усякому разі її сприйняли всі або майже всі пост-«соціалістичні» країни. Ідея європейської моделі належить вченому зі світовим ім'ям — австрійському юристу Хансу Кельзену, учаснику розробки австрійського Федерального конституційного закону 1920 року, а потім розробки Конституційного суду цієї країни.

## Органи конституційного контролю
Існують спеціалізовані і неспеціалізовані органи конституційного контролю.
Неспеціалізованими органами є глава держави, парламент, уряд, уповноважений з прав людини та інші. Наприклад, у ст. 73 Конституції Республіки Куба 1976 р. зазначено, що Національна асамблея народної влади (парламент) уповноважена: «приймати рішення про конституційність законів, декретів — законів, декретів і інших загальних актів; відкликати декрети-закони Державної ради… які суперечать Конституції…», у ч. 1 § 6 гл. 12 Закону Королівства Швеції «Форма правління» від 27 лютого 1974 р. визначено, що «Риксдаг може обрати одного або декількох омбудсманів для контролю, згідно з прийнятою Риксдагом інструкцією, застосування законів і інших законодавчих актів у публічної діяльності…». Діяльність таких органів має політичний характер і тому їх іноді іменують політичними. Зазначені органи пристосовані до поточних політичних завдань і за своїм характером та змістом не є стабільними і високо-професійними.

## Повноваження органів конституційного контролю
Головними повноваженням органів конституційного контролю є оцінка законодавчих актів, тобто перевірка нормативно-правових актів на предмет їх конституційності. До нормативно-правових актів, конституційність яких перевіряється, віднесені насамперед закони, а також різні підзаконні акти. Наприклад, у ст. 150 Конституції України 1996 р. зазначено, що «до повноважень Конституційного Суду України належить: 1) вирішення питань про відповідність Конституції Україні (конституційність): законів та інших правових актів Верховної Ради України; актів Президента України; актів Кабінету Міністрів України; правових актів Верховної Ради Автономної Республіки Крим…», у ст. 125 Конституції Республіки Білорусь 1994 р. встановлено, що «контроль за конституційністю нормативних актів у державі здійснюється Конституційним Судом Республіки Білорусь», у ст. 105 Конституції Литовської Республіки 1992 р. визначено, що «Конституційний Суд розглядає та приймає рішення про відповідність законів Литовської Республіки та інших прийнятих Сеймом актів Конституції Литовської Республіки. Конституційний Суд також розглядає відповідність Конституції та законам: 1) актів Президента Республіки; 2) актів Уряду Республіки».
Перевіряючи відповідність акта конституції, орган конституційного контролю оцінює насамперед зміст і форму акта, порядок прийняття акта та його введення в дію, належність акта до компетенції органу, що його видав.
До повноважень органів конституційного контролю належать також офіційне тлумачення конституції і законів, визначення відповідності основному закону міжнародних договорів (Азербайджан, Албанія, Болгарія, Вірменія, Португалія, Росія, Угорщина, Франція), питання розмежування компетенції між федерацією та її суб'єктами у федеративній державі, вирішення спорів між вищими органами державної влади (Болгарія, Іспанія, Італія, Македонія, Росія, Словаччина, Словенія, Хорватія, Чехія), здійснення процедури щодо дострокового припинення повноважень президента (Австрія, Албанія, Болгарія, Македонія, Німеччина, Сербія, Словаччина, Угорщина, Україна, Хорватія, Чехія), здійснення контролю щодо відповідності конституції статутних і програмних документів політичних партій та їх фактичної діяльності (Азербайджан, Албанія, Вірменія, Грузія, Македонія, Молдова, Німеччина, Португалія, Румунія, Сербія, Словаччина, Туреччина, Хорватія, Чехія, Чорногорія) та інші питання. Наприклад, у п. 1 ст. 149 Конституції Республіки Болгарія 1991 р. проголошено, що «Конституційний Суд: 1) дає обов'язкове тлумачення Конституції», у п. 3 ст. 109 Конституції Республіки Узбекистан 1992 р. записано, що «Конституційний Суд Республіки Узбекистан:…3) дає тлумачення норм Конституції і законів Республіки Узбекистан», у п. 3 ст. 125 Конституції Російської Федерації 1993 р. зазначено, що «Конституційний Суд Російської Федерації розв'язує спори про компетенцію: а) між федеральними органами державної влади; б) між органами державної влади Російської Федерації та органами державної влади суб'єктів Російської Федерації; в) між вищими державними органами суб'єктів Російської Федерації», у ст. 189 Конституції Республіки Польща 1997 р. визначено, що «Конституційний Трибунал розв'язує спори про компетенцію між центральними конституційними органами держави», у ст. 110 Конституції Македонії 1991 р. встановлено, що «Конституційний Суд … вирішує питання про відповідальність Президента Республіки; вирішує питання про конституційність програм і статутів політичних партій та об'єднань громадян; вирішує інші питання, визначенні Конституцією».

## Теорії обґрунтування конституційного контролю
Для обґрунтування конституційного контролю використовувалися три основні теорії:
1. Органічна теорія: якщо конституція це акт установчої влади, то акти органів, передбачених конституцією і володіють владою, нижчестоящої по відношенню до установчої, не повинні суперечити актам установчої влади.
2. Інституційна теорія виходить з того, що конституція встановлює «правила гри» для органів влади, жоден з яких не повинен зазіхати на повноваження іншого, а для федеративних держав особливо важливе дотримання сфер компетенції центру і суб'єктів федерації.
3. Природно-правова теорія або теорія суспільного договору, вважає, що конституція встановлює правила для керуючих і керованих, перш за все гарантії прав людини і громадянина і конституційний контроль покликаний стежити за їх дотриманням.

Всі ці теорії вірні і доповнюють одна одну. Звичайно ж, необхідність конституційного контролю зумовлена насамперед ієрархічністю правових норм, яка, у свою чергу, багато в чому є наслідком ієрархічності в системі органів влади, уповноважених на правотворчість. До того ж чисельність правових норм у ХХ столітті, можна сказати, дуже зросла, і ризик їх суперечливості та неконституційності багаторазово збільшився. Природно, що конституційний контроль можливий тільки там, де діє писане право, в тому числі писані конституції, положення яких мають вищу юридичну силу порівняно з будь-якими іншими національними та місцевими правоположеннями.
Особливість конституційного контролю в деяких мусульманських країнах (зокрема в Ірані) полягає в тому, що закони та інші акти перевіряються на відповідність не тільки Конституції, але й Корану.

## Моделі конституційного контролю
Юридичній науці відомо дві основні моделі спеціалізованого конституційного контролю — американська і європейська.
За американської моделі конституційний контроль здійснюється судами загальної юрисдикції при розгляді та вирішенні кримінальних, цивільних, господарських, адміністративних і інших судових справ. Якщо верховний суд визнає закон неконституційним, то цей закон формально продовжує діяти, але фактично він втрачає юридичну силу і жоден суд застосовувати його не буде. Як правило, парламент у таких випадках подібний закон скасовує.
В Аргентині, Болівії, Данії, Ізраїлі, Мексиці, Норвегії, США, Швеції, Японії та ряді інших країн конституційний контроль здійснюється усіма судами загальної юрисдикції. Наприклад, у ч. 1 ст. 76 Конституції Японії 1946 р. встановлено, що «вся повнота судової влади належить Верховному суду і тим судам нижчих інстанцій, які будуть засновані законом», а в ст. 81 цієї Конституції проголошено, що «Верховний суд є судом вищої інстанції, повноважним вирішувати питання про конституційність будь-якого закону, наказу чи розпорядження або іншого офіційного акта…».
В Австралії, Бельгії, Естонії, Індії, Ірландії, Ісландії, Канаді, Колумбії, Люксембурзі, Швейцарії, на Філіппінах вирішення питань про відповідність нормативно-правових актів основного закону надано тільки верховному суду як найвищої судової інстанції. Наприклад, у ч. 3 ст. 149 Конституції Естонської Республіки 1992 р. зазначено, що "…Державний суд водночас є судом конституційного нагляду, " а в ч. 2 ст. 152 цієї Конституції встановлено, що « Державний суд визнає недійсним будь-який закон чи інший правовий акт, якщо він суперечить положенням та суті Конституції», у п. 3 ст. 34 Конституції Ірландії 1937 р. у редакції 1995 р. встановлено, що «ніякий суд не повинен здійснювати юрисдикцію з питань юридичної сили закону або будь-якого положення закону, законопроєкту, який повинен бути переданий Верховному суду…».
За європейської моделі конституційний контроль здійснюється спеціалізованими судовими органами або квазісудовими (не судовими) органами.
Спеціальні судові органи в різних країнах мають різні назви. У більшості країн ці органи мають назву конституційного суду (Білорусь, Болгарія, Грузія, Іспанія, Італія, Литва, Македонія, Молдова, Португалія, Росія, Словаччина, Словенія, Узбекистан, Угорщина, Україна, Чехія, Хорватія), в Єгипті — Вищий конституційний суд, у Польщі — Конституційний Трибунал, у Німеччині — Федеральний конституційний суд та інші. Наприклад, у п. 1 ст. 83 Конституції Грузії 1995 р. проголошено, що «Конституційний суд Грузії є судовим органом конституційного контролю…», у ст. 175 Конституції Арабської Республіки Єгипет 1971 р. у редакції 1980 р. встановлено, що «тільки Вищий конституційний суд здійснює конституційний контроль стосовно конституційності законів і їх положень…».
В окремих федеративних державах такі органи можуть створюватися також суб'єктами федерацій (Боснія і Герцеговина, Німеччина, Росія). Наприклад, у п. 1 ст. 100 Основного Закону ФРН 1949 р. записано, «… якщо мова іде про порушення Конституції землі, повинно бути отримано рішення суду землі, який компетентний у вирішені конституційного спору, а якщо мова іде про порушення чинного Основного закону, — то рішення Федерального Конституційного суду…». При цьому Федеральний конституційний суд і конституційні суди земель не створюють єдиної системи, між ними не існує ніяких відносин інстанційності, і тому кожен із них перевіряє нормативно-правові акти на відповідність тільки своєї конституції.
Статус конституційного суду, як правило, закріплюється в спеціальному розділі конституції, який іноді буває відокремлений від її структурної частини, присвяченої засадам судоустрою. В одних країнах конституційний суд вважається судом особливої категорії і входить до судової системи, в інших (Болгарія, Італія, Румунія) — є особливим органом контролю, що не належить до судової влади. Наприклад, у ч. 3 ст. 124 Конституції України 1996 р. встановлено, що «судочинство здійснюється Конституційним Судом України та судами загальної юрисдикції», у п. 1 ст. 119 гл.6, яка має назву «Судова влада» Конституції Республіки Болгарія 1991 р. зазначено, що «правосуддя здійснюється Верховним касаційним судом, Верховним адміністративним судом, апеляційними, окружними, військовими та районним судами», а статус Конституційного Суду визначений у главі 8 цієї Конституції.
У деяких країнах (Казахстан, Марокко, Сенегал, Туніс, Франція) для здійснення конституційного контролю створенні квазісудові (не судові) органи, які мають назву конституційної ради. Наприклад, у п. 1 ст. 72 Конституції Республіки Казахстан 1995 р. зазначено, що Конституційна Рада « розглядає до підписання Президентом прийнятті Парламентом закони про їх відповідність Конституції Республіки», у ч. 1 ст. 61 Конституції Французької Республіки 1958 р. встановлено, що «органічні закони до їх промульгації і регламенти палат Парламенту до їх застосування повинні бути подані до Конституційної Ради, яка висловлюється про їх відповідність Конституції».
Головна і єдина різниця між конституційним судом і конституційною радою полягає в тому, що конституційний суд застосовує гласну процедуру розгляду справ, а конституційна рада — застосовує не публічну процедуру, яка заснована на письмовому впровадженні, тобто практикується надання письмових пояснень, а не відкритий виступ сторін.

## Конституційний контроль як система
По-перше, конституційний контроль не обмежується тільки рамками судового контролю. Бо слід мати на увазі також і функціональну роль законодавчої і виконавчої влади, порядок і традиції збереження моральних, національних та духовних цінностей.
По-друге, конституційний контроль як система, це сукупність складних процесів, які вимагають гармонійного функціонування органів, що мають різні правомочності. Він може існувати і результативно діяти, тільки за наявності певних передумов. З них необхідно виділити конституційне упорядкування суспільних відносин, закріплення демократичних принципів розвитку суспільства, незалежність контролю, його всеосяжний характер, доступність членам суспільства, гласність конституційного контролю тощо.

## Об'єкти і суб'єкти конституційного контролю
Суб'єктами конституційного контролю можуть бути фізичні та юридичні особи, а також державні органи, що володіють правом запиту про конституційність того чи іншого акта. Коло суб'єктів конституційного контролю встановлюється законодавством і наглядовою практикою відповідної країни.
Система суб'єктів конституційного контролю включає в себе:
- Органи публічної влади:

а) органи державної влади або наділені самостійними правами їх структурні підрозділи або частини їх складу:
-Президент (голова) держави — наглядач за дотримання Конституції за допомогою права вето, права звернення до Конституційного Суду, права відсторонення посадових осіб, винних у порушенні Конституції і т. д.;
-Парламент чи встановлена законом частина його членів;
-Самі конституційні суди у випадку, якщо вони наділені правом розгляду справ за власною ініціативою;
-Уряд;
-Суди загальної юрисдикції як суб'єкти звернення до Конституційного Суду;
-Суб'єкти федерацій;
-Захисник народу (прав людини) або прокурор;
б) органи місцевого самоврядування;
- Об'єднання фізичних осіб як суб'єкти права на звернення до Конституційного Суду:

а) політичні партії;
б) громадські об'єднання;
- Фізичні особи як суб'єкти права на звернення до Конституційного суду:

а) громадяни;
б) іноземні громадяни;
в) особи без громадянства.
Об'єктами конституційного контролю можуть бути конституційні, органічні та ординарні закони, поправки до конституції, парламентські регламенти, нормативні акти виконавчих органів державної влади. Конституційні або органічні закони можуть мати вищу юридичну силу, ніж звичайні закони. Перевірка звичайних законів на несуперечність органічним законам, входить у цьому випадку в поняття конституційного контролю. В цей час закони, прийняті шляхом референдуму, перевірці на конституційність звичайно не підлягають, оскільки являють собою безпосередній прояв народного суверенітету. Закони які приймаються можуть бути конституційними, органічними і ординарними.

## Види конституційного контролю
Вони можуть класифікуватися за різними підставами:
а) за часом існування конституційний контроль може бути попереднім або наступним. При попередньому контролі акт перевіряється до набрання ним чинності. Подальший контроль поширюється в принципі на діючі офіційно опубліковані акти;
б) за місцем існування конституційний контроль може бути внутрішнім і зовнішнім. Внутрішній контроль проводиться самим органом, який видає акт, зовнішній — іншим органом. Нерідко внутрішній контроль носить консультативний характер і не виключає зовнішнього контролю. Не прийняті проєкти актів, як правило зовнішньому контролю не піддаються;
в) з точки зору правових наслідків конституційний контроль може бути: консультативним і ухваленим. Рішення в порядку консультативного контролю моральної, а не юридичною системою, юридично воно нікого не зобов'язує і не пов'язує. Навпаки, рішення приймаються в порядку постановляючої контролю обов'язково, але якщо воно оголошує акт відповідний конституції, жодних претензій до нього в цьому плані більше не приймаються, а якщо акт оголошений неконституційним, то втрачає юридичну силу;
г) щодо обов'язковості проведення конституційний контроль може бути: обов'язковим і факультативним. У першому випадку акт обов'язково піддається конституційному контролю. Факультативний контроль здійснюється тільки у разі заявленої ініціативи правомочного суб'єкта. Найбільш часто конституційний контроль буває факультативним: проводиться на вимогу правомочного органу чи посадової особи, будь-якого індивіда, у якого виникли сумніви в конституційності акта;
д) за формою конституційний контроль може бути абстрактним і конкретним. Абстрактний контроль означає перевірку конституційності акта або норми у зв'язку з якою-небудь справою. Попередній — може бути тільки абстрактним (але не навпаки). Конкретний контроль здійснюється тільки у зв'язку з якимись певними справами, найчастіше з судовою справою, при вирішенні якої, підлягають застосуванню певні норми чи акти, оспорювані з точки зору конституційності. Абстрактний контроль має певні переваги перед конкретними: бо дозволяє ширше поглянути на проблему співвідношень оспорюваного акту з Конституцією, забезпечує єдність і несуперечність контролю і краще відповідає ідеї поділу влади. Щоправда, конкретний контроль створює кращі можливості для більш-менш оперативного захисту прав людини;
е) за своїм обсягом конституційний контроль може бути повним або частковим. Повний контроль охоплює всю систему суспільних відносин, врегульованих конституцією. Частковий же контроль поширюється лише на певні їх сфери, наприклад на права людини і громадянина, на федеративні відносини тощо;
і) за змістом конституційний контроль буває формальним і матеріальним. При формальному контролі перевіряється дотримання конституційних умов та вимог, які стосуються до видання певного акта, тобто входило видання акта до компетенції видаваного органу, чи дотримані процедурні вимоги, і чи належним чином оформлено виданий акт. Матеріальний же контроль: має справу із змістом акта і означає перевірку відповідності цього змісту до положень конституції;
ж) з точки зору дії в часі, а точніше кажучи зворотної сили, також спостерігаються дві форми конституційного контролю. Перша форма — (ex tunc) — означає, що рішення про визнання неконституційності має зворотну силу, і норма або акт, оголошені неконституційними вважаються недійсними з самого початку (з моменту їх видання або з моменту набрання чинності конституційної норми, якій вони стали суперечити). Звідси випливає, що відносини повинні бути відновлені, з початку існування і до цього моменту, відшкодовані збитки, вчинені їх виданням і т. д. Це породжує більшість складнощів, а часом це просто неможливо, особливо коли неконституційні норми або акти діяли тривалий час. Тому частіше застосовується друга форма — (ex nunc) — яка означає, що рішення про неконституційність дійсне тільки на майбутнє, а всі колишні наслідки дії неконституційної форми або акта залишаються в силі.
Орган, який здійснює конституційний контроль, може визнати суперечність у конституції або весь закон цілком, або окремі його положення. За загальним правилом, рішення органу конституційного контролю є остаточним і може бути переглянуті тільки ним самим. Правові наслідки визнання закону або іншого акту цілком, або частково втрачають юридичну силу і перестають застосовуватися судами. Це відноситься, звичайно тільки до подальшого конституційного контролю. У тих країнах, де конституційний контроль прямо не передбачений писаною конституцією, визнання закону неконституційним не тягне за собою його формальної відміни. Це може зробити тільки парламент. Опротестований закон формально рахується в корпусі діючого законодавства, але не застосовується судами. У країнах, де конституційний контроль передбачений основним законом (Індія, Канада, Колумбія), визнання закону не конституційним, означає його юридичне скасування. Для країн, які застосовують наступний конституційний контроль, важливе значення мають питання про те, з якого моменту перестає діяти закон який суперечить конституції. Значення цієї проблеми пояснюється тим, що між прийняттям закону парламентом і визнанням його неконституційним може пройти чимало часу, протягом якого на підставі опротестованого закону виникли численні правовідносини.
У цьому випадку застосовуються два принципи:
а) закон визнається недійсним з моменту набрання ним чинності;
б) закон вважається недійсним з моменту визнання його неконституційним.
Частіше застосовується другий принцип, оскільки він не породжує невизначеності в цивільному обороті та інших правовідносинах.

## Загальні підходи до системи судового конституційного контролю
До числа загальних підходів можна віднести:
- Наявність спеціального органу конституційного контролю (майже у всіх країнах Європи прийнято, що конституційний суд є своєрідним, живим втіленням конституції і стоїть вище політичної кон'юнктури);
- У всіх країнах конституцією і законами, закріплено, що органи конституційного контролю незалежні і підкоряються лише конституції, а їх діяльність регламентується спеціальним законом;
- Всі члени органу судово-конституційного контролю, призначаються і обираються різними гілками влади і перед вступом на посаду дають клятву;
- Члени органу конституційного правосуддя не можуть бути членами будь-якої партії, займатися політичною діяльністю, займати місце в парламенті чи в системі виконавчої влади, виконувати іншу оплачувану роботу;
- Органи конституційного контролю мають визначену законом самостійність у роботі з організації діяльності суду, розпорядженням фінансовими коштами, організації роботи з апаратом;
- Важливим фактором у забезпеченні незалежності є забезпечення гласності в їхній діяльності.

Також заслуговують на увагу особливості, які в різних країнах створюють додаткові гарантії для здійснення незалежного конституційного контролю. Важливо проаналізувати приклади, коли конституційний суд сам стає суб'єктом конституційного контролю, йому надається право законодавчої ініціативи, а об'єктами попереднього обов'язкового контролю стають конституційні зміни. Незалежність конституційного контролю потребує постійного зміцнення його стійких гарантії.